# Альшанское муниципальное образование
Альшанское муниципальное образование — сельское поселение в Екатериновском районе Саратовской области Российской Федерации.
Административный центр — село Альшанка.

## История
Статус и границы сельского поселения установлены Законом Саратовской области от 27 декабря 2004 года № 83-ЗСО «О муниципальных образованиях, входящих в состав Екатериновского муниципального района».

## Население
| 2010 | 2011 | 2012 | 2013 | 2014 | 2015 | 2016 |
| ---- | ---- | ---- | ---- | ---- | ---- | ---- |
| 806  | ↗824 | ↘790 | ↗791 | ↘783 | ↘778 | ↘777 |
| 2017 | 2018 | 2019 | 2020 | 2021 |      |      |
| ↘772 | ↘747 | ↘727 | ↘720 | ↘586 |      |      |

## Состав сельского поселения
| № | Населённый пункт | Тип населённого пункта       | Население |
| - | ---------------- | ---------------------------- | --------- |
| 1 | Альшанка         | село, административный центр | ↘691      |
| 2 | Рождественский   | посёлок                      | 2         |
| 3 | Фонщина          | деревня                      | 10        |
| 4 | Шиловка          | село                         | ↘103      |